# Phyllanthus abnormis
Phyllanthus abnormis är en emblikaväxtart som beskrevs av Henri Ernest Baillon. Phyllanthus abnormis ingår i släktet Phyllanthus och familjen emblikaväxter.

## Underarter
Arten delas in i följande underarter:
- P. a. abnormis
- P. a. riograndensis